# Daubeuf-près-Vatteville
Daubeuf-près-Vatteville és un municipi francès situat al departament de l'Eure i a la regió de Normandia. L'any 2007 tenia 466 habitants.

## Demografia

### Població
El 2007 la població de fet de Daubeuf-près-Vatteville era de 466 persones. Hi havia 160 famílies, de les quals 32 eren unipersonals (4 homes vivint sols i 28 dones vivint soles), 48 parelles sense fills, 68 parelles amb fills i 12 famílies monoparentals amb fills.
La població ha evolucionat segons el següent gràfic:
Habitants censats

### Habitatges
El 2007 hi havia 213 habitatges, 172 eren l'habitatge principal de la família, 34 eren segones residències i 7 estaven desocupats. 210 eren cases i 3 eren apartaments. Dels 172 habitatges principals, 149 estaven ocupats pels seus propietaris, 20 estaven llogats i ocupats pels llogaters i 3 estaven cedits a títol gratuït; 4 tenien dues cambres, 21 en tenien tres, 36 en tenien quatre i 111 en tenien cinc o més. 110 habitatges disposaven pel capbaix d'una plaça de pàrquing. A 70 habitatges hi havia un automòbil i a 93 n'hi havia dos o més.

### Piràmide de població
La piràmide de població per edats i sexe el 2009 era:
| Homes | Edats   | Dones |
| ----- | ------- | ----- |
| 0     | 95 o +  | 0     |
| 0     | 90 a 94 | 4     |
| 0     | 85 a 89 | 0     |
| 4     | 80 a 84 | 0     |
| 0     | 75 a 79 | 0     |
| 8     | 70 a 74 | 12    |
| 12    | 65 a 69 | 12    |
| 8     | 60 a 64 | 8     |
| 24    | 55 a 59 | 12    |
| 16    | 50 a 54 | 20    |
| 20    | 45 a 49 | 12    |
| 12    | 40 a 44 | 12    |
| 12    | 35 a 39 | 16    |
| 12    | 30 a 34 | 20    |
| 12    | 25 a 29 | 8     |
| 24    | 20 a 24 | 12    |
| 12    | 15 a 19 | 16    |
| 32    | 10 a 14 | 12    |
| 12    | 5 a 9   | 4     |
| 8     | 0 a 4   | 20    |

## Economia
El 2007 la població en edat de treballar era de 311 persones, 235 eren actives i 76 eren inactives. De les 235 persones actives 218 estaven ocupades (119 homes i 99 dones) i 17 estaven aturades (4 homes i 13 dones). De les 76 persones inactives 27 estaven jubilades, 25 estaven estudiant i 24 estaven classificades com a «altres inactius».

### Ingressos
El 2009 a Daubeuf-près-Vatteville hi havia 179 unitats fiscals que integraven 500 persones, la mediana anual d'ingressos fiscals per persona era de 19.586 €.

### Activitats econòmiques
Dels 11 establiments que hi havia el 2007, 1 era d'una empresa extractiva, 4 d'empreses de construcció, 2 d'empreses de comerç i reparació d'automòbils, 1 d'una empresa d'hostatgeria i restauració, 1 d'una empresa de serveis i 2 d'entitats de l'administració pública.
Els 2 serveis als particulars que hi havia el 2009 eren lampisteries.
L'any 2000 a Daubeuf-près-Vatteville hi havia 6 explotacions agrícoles que ocupaven un total de 900 hectàrees.

## Equipaments sanitaris i escolars
El 2009 hi havia una escola elemental integrada dins d'un grup escolar amb les comunes properes formant una escola dispersa.

## Poblacions més properes
El següent diagrama mostra les poblacions més properes.